# David Guion
David Guion (Le Mans, 30 settembre 1967) è un allenatore di calcio ed ex calciatore francese, di ruolo difensore.

## Biografia
Suo fratello Pascal, nato nel 1964, è stato un attaccante campione d'Europa juniores nel 1983.

## Carriera

### Giocatore
Ha giocato in Ligue 1 con le maglie di Lilla, con cui il 21 maggio 1994 ha realizzato l'unico gol della carriera nella massima divisione, e Angers.

### Allenatore
La sua prima esperienza da allenatore è sulla panchina dello Chambéry che nella stagione 2010-2011 conduce fino ai quarti di finale della Coupe de France. Il club entra nella storia come la prima squadra di quinta divisione capace di eliminare tre formazioni della Ligue 1 (Monaco, Brest e Sochaux) dal torneo. Lo Chambéry vince il campionato, ma non acquisisce il titolo sportivo per accedere alla divisione successiva.
Dopo una breve esperienza al Cannes, nel 2012 assume l'incarico di direttore del centro di formazione dello Stade Reims. Il 23 aprile 2016 è chiamato a guidare la prima squadra al posto di Olivier Guégan. Il cambio in panchina non sortisce l'effetto sperato e il Reims retrocede in Ligue 2, rimediando due sconfitte e una vittoria (4-1 al Olympique Lione). Tornato a dirigere il centro di formazione, il 22 maggio 2017 è richiamato in panchina con l'obiettivo di riportare il Reims in Ligue 1. Il 20 aprile 2018 battendo l'Ajaccio il Reims vince la Ligue 2 e ottiene la promozione nel massimo campionato.

## Statistiche

### Statistiche da allenatore
Statistiche aggiornate al 1 luglio 2022. In grassetto le competizioni vinte.
| Stagione           | Squadra            | Campionato         | Campionato | Campionato | Campionato | Campionato | Coppe nazionali | Coppe nazionali | Coppe nazionali | Coppe nazionali | Coppe nazionali | Coppe continentali | Coppe continentali | Coppe continentali | Coppe continentali | Coppe continentali | Altre coppe | Altre coppe | Altre coppe | Altre coppe | Altre coppe | Totale | Totale | Totale | Totale | % Vittorie | Piazzamento      |
| Stagione           | Squadra            | Comp               | G          | V          | N          | P          | Comp            | G               | V               | N               | P               | Comp               | G                  | V                  | N                  | P                  | Comp        | G           | V           | N           | P           | G      | V      | N      | P      | %          | Piazzamento      |
| ------------------ | ------------------ | ------------------ | ---------- | ---------- | ---------- | ---------- | --------------- | --------------- | --------------- | --------------- | --------------- | ------------------ | ------------------ | ------------------ | ------------------ | ------------------ | ----------- | ----------- | ----------- | ----------- | ----------- | ------ | ------ | ------ | ------ | ---------- | ---------------- |
| apr.-giu. 2016     | Stade Reims        | L1                 | 3          | 1          | 0          | 2          | CF+CdL          | -               | -               | -               | -               | -                  | -                  | -                  | -                  | -                  | -           | -           | -           | -           | -           | 3      | 1      | 0      | 2      | 33,33      | Sub. 18º (retr.) |
| 2017-2018          | Stade Reims        | L2                 | 38         | 28         | 4          | 6          | CF+CdL          | 2+2             | 1+1             | 0+0             | 1+1             | -                  | -                  | -                  | -                  | -                  | -           | -           | -           | -           | -           | 42     | 30     | 4      | 8      | 71,43      | 1º (prom.)       |
| 2018-2019          | Stade Reims        | L1                 | 38         | 13         | 16         | 9          | CF+CdL          | 2+1             | 1+0             | 1+1             | 0+0             | -                  | -                  | -                  | -                  | -                  | -           | -           | -           | -           | -           | 41     | 14     | 18     | 9      | 34,15      | 8º               |
| 2019-2020          | Stade Reims        | L1                 | 28         | 10         | 11         | 7          | CF+CdL          | 1+4             | 0+2             | 0+1             | 1+1             | -                  | -                  | -                  | -                  | -                  | -           | -           | -           | -           | -           | 33     | 12     | 12     | 9      | 36,36      | 6º               |
| 2020-2021          | Stade Reims        | L1                 | 38         | 9          | 15         | 14         | CF              | 1               | 0               | 0               | 1               | UEL                | 2                  | 1                  | 1                  | 0                  | -           | -           | -           | -           | -           | 41     | 10     | 16     | 15     | 24,39      | 14º              |
| Totale Stade Reims | Totale Stade Reims | Totale Stade Reims | 145        | 61         | 46         | 38         |                 | 13              | 5               | 3               | 5               |                    | 2                  | 1                  | 1                  | 0                  |             | -           | -           | -           | -           | 160    | 67     | 50     | 43     | 41,88      |                  |
| feb.-giu. 2022     | Bordeaux           | L1                 | 14         | 2          | 5          | 7          | CF              | -               | -               | -               | -               | -                  | -                  | -                  | -                  | -                  | -           | -           | -           | -           | -           | 14     | 2      | 5      | 7      | 14,29      | Sub. 20º (retr.) |
| 2022-2023          | Bordeaux           | L2                 | 0          | 0          | 0          | 0          | CF              | 0               | 0               | 0               | 0               | -                  | -                  | -                  | -                  | -                  | -           | -           | -           | -           | -           | 0      | 0      | 0      | 0      | —          | in corso         |
| Totale carriera    | Totale carriera    | Totale carriera    | 14         | 2          | 5          | 7          |                 | 0               | 0               | 0               | 0               |                    | -                  | -                  | -                  | -                  |             | -           | -           | -           | -           | 14     | 2      | 5      | 7      | 14,29      |                  |
| Totale carriera    | Totale carriera    | Totale carriera    | 159        | 63         | 51         | 45         |                 | 13              | 5               | 3               | 5               |                    | 2                  | 1                  | 1                  | 0                  |             | -           | -           | -           | -           | 174    | 69     | 55     | 50     | 39,66      |                  |

## Palmarès

### Giocatore

#### Competizioni nazionali
- Campionato francese di seconda divisione: 1

Angers: 1992-1993 (girone A)

### Allenatore

#### Competizioni nazionali
- Ligue 2: 1

Stade Reims: 2017-2018